# Рейд на Пеббл
Рейд на Пеббл — операция британского спецназа в мае 1982 года во время Фолклендской войны, направленная на уничтожение аргентинского аэродрома на острове Пеббл.

## Предпосылки
Остров Пеббл входит в состав Фолклендских островов. Во время англо-аргентинского конфликта на нём находился один из трёх аэродромов на островах, на котором базировались аргентинские штурмовики IA-58 «Пукара», лёгкие учебно-боевые самолёты «Турбо Ментор» и транспортные самолёты «Скайвэн». Наибольшее беспокойство британского командования вызывали штурмовики «Пукара», которые, как считалось, могли представлять серьёзную угрозу для наземных британских подразделений после их высадки на Фолклендах. Ввиду этого британским командованием было принято решение о проведении специальной операции по нейтрализации аэродрома с участием солдат 22-го полка Специальной авиационной службы (SAS).

## Проведение
Рейд был проведён в ночь с 14 на 15 мая 1982 года. Два вертолёта «Си Кинг» доставили 45 человек из эскадрона D 22-го полка в точку высадки на острове. После этого британцы совершили 6-километровый ночной переход к авиабазе, причём каждый солдат нёс помимо стандартного снаряжения две 81-мм артиллерийские мины. Аргентинцы оказались совершенно не готовы к отражению внезапного нападения противника. Британцам удалось заминировать часть самолётов, после чего был открыт огонь из всех видов оружия. Под прикрытием миномётов и артиллерийского огня с эсминца «Глэморган» солдаты уничтожили максимальное количество самолётов, которое смогли, после чего начали отход к месту эвакуации. Операция была проведена в полном соответствии с планом.

## Итоги

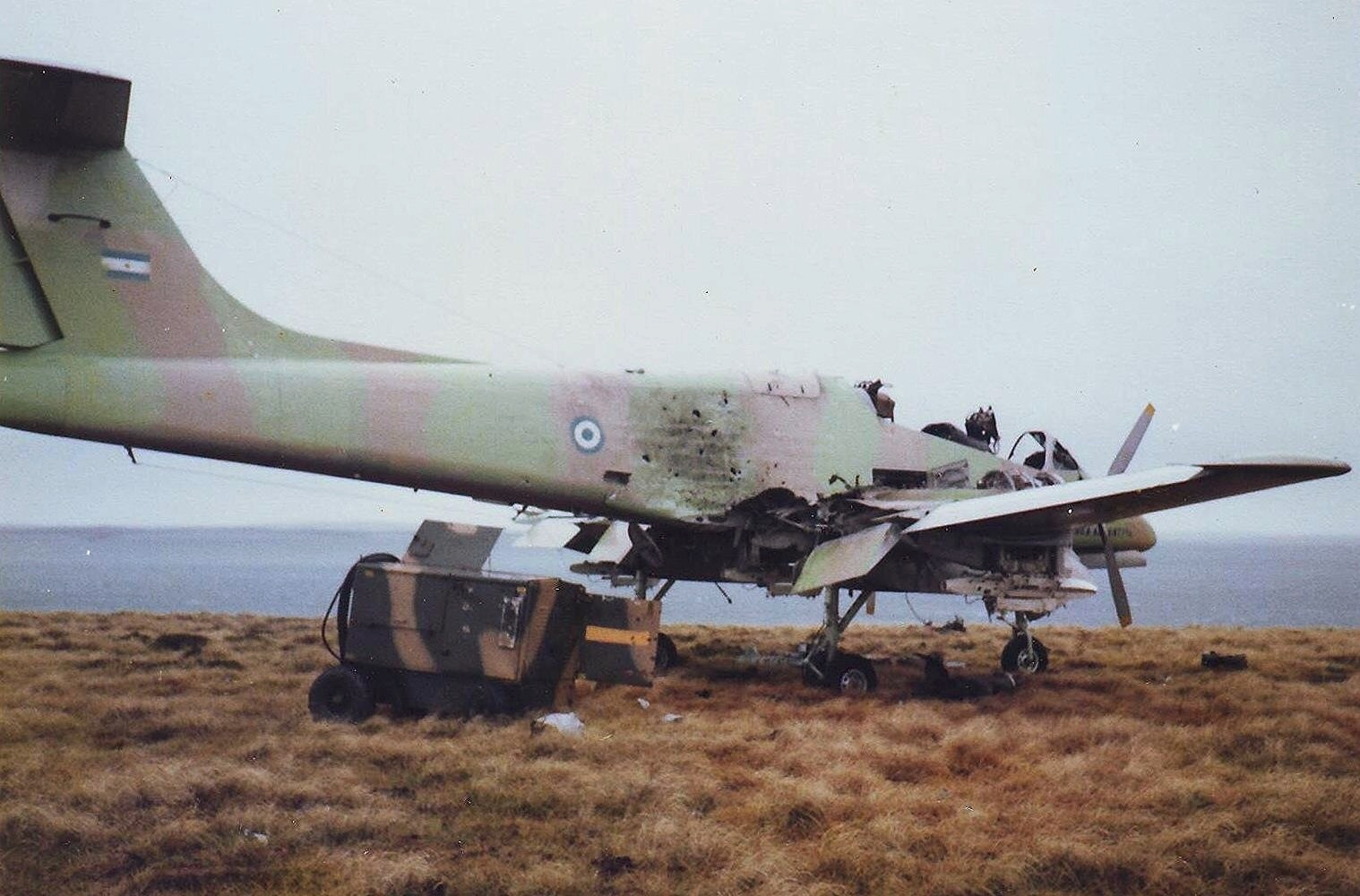
Повреждённый IA 58 «Пукара» на острове Пеббл, 1982 год

В результате рейда аэродром Пеббл был выведен из строя, на нём было уничтожено 11 аргентинских самолётов: шесть «Пукар», четыре «Турбо Ментор» и один «Скайвэн». Людские потери обеих сторон оказались незначительными — несколько раненых и ни одного погибшего, хотя британцы заявили, что в бою был убит аргентинский офицер. Рейд на Пеббл считается одной из самых успешных операций британского спецназа в ходе Фолклендской войны.